# Peringathur
Peringathur è una suddivisione dell'India, classificata come census town, di 42.079 abitanti, situata nel distretto di Kannur, nello stato federato del Kerala. In base al numero di abitanti la città rientra nella classe III (da 20.000 a 49.999 persone).

## Geografia fisica
La città è situata a 11° 44' 31 N e 75° 34' 39 E.

## Società

### Evoluzione demografica
Al censimento del 2001 la popolazione di Peringathur assommava a 42.079 persone, delle quali 19.119 maschi e 22.960 femmine. I bambini di età inferiore o uguale ai sei anni assommavano a 5.143, dei quali 2.739 maschi e 2.404 femmine. Infine, coloro che erano in grado di saper almeno leggere e scrivere erano 33.747, dei quali 15.589 maschi e 18.158 femmine.